# قرن 1 هـ
القرن الأول للهجرة في التقويم الإسلامي أو التقويم الهجري هو القرن الذي يطابق ما بين السنوات من 622 إلى 717 للميلاد.

## عرض عام
كان هذا القرن هو عصر ما يسمى بعصر صدر الإسلام. ويوضح مؤلف إسلامي هذا العصر قائلاً:
| قرن 1 هـ | ظهر المسلمون وتزعموا العالم وعزلوا الأمم المريضة من زعامة الإنسانية التي استغلتها وأساءت عملها، وساروا بالإنسانية سيراً حثيثاً متزناً عادلاً، وقد توفرت فيهم الصفات التي تؤهلهم لقيادة الأمم، وتضمن سعادتها وفلاحها في ظلهم وتحت قيادتهم. | قرن 1 هـ |

## أحداث
- الهجرة النبوية
- المؤاخاة بين المهاجرين والأنصار.
- نزول النبي محمد في قباء.
- بناء مسجد قباء.
- إسلام عبد الله بن سلام.
- بناء المسجد النبوي، وإعلان الأذان.
- كتابة وثيقة المدينة مع اليهود.
- سرية عبيدة بن الحارث إلى رابغ: وهي أول لواء يعقد في الإسلام وكذلك أول قتال في الإسلام.
- سرية حمزة بن عبد المطلب إلى سيف البحر.
- سرية سعد بن أبي وقاص إلى الخرار.* غزوة بواط
- غزوة بدر الأولى سفوان
- غزوة العشيرة
- سرية نخلة
- فرض الجهاد
- تحويل القبلة
- سرية قتل عصماء بنت مروان
- مؤامرة لاغتيال الرسول من عمير بن وهب الجمحي
- سرية سالم بن عمير
- غزوة بني قينقاع
- غزوة السويق
- غزوة بني سليم بالكدر
- سرية قتل كعب بن الأشرف
- غزوة ذي أمر
- غزوة بحران
- سرية زيد بن حارثة إلى القردة
- 7 شوال - معركة أحد بين المسلمين والكفار.
- مقتل حمزة بن عبد المطلب
- غزوة حمراء الأسد* سرية أبي سلمة بن عبد الأسد المخزومي
- سرية عبد الله بن أنيس
- سرية المنذر بن عمرو
- سرية مرثد بن أبي مرثد
- غزوة بني النضير
- غزوة بدر الثانية
- غزوة ذات الرقاع
- غزوة دومة الجندل
- غزوة الخندق
- غزوة بني قريظة
- غزوة بني المصطلق.
- إسلام سلمان الفارسي
- غزوة المريسيع
- سرية عبد الله بن أنيس
- سرية عبد الله بن أنيس إلى سفيان بن خالد بن نبيح
- غزوة القرطاء
- غزوة بني لحيان
- غزوة ذي قرد
- سرية عكاشة بن محصن الأسدي (الغمر)
- سرية محمد بن مسلمة إلى ذي القصة
- سرية أبي عبيدة إلى ذي القصة
- سرية زيد بن حارثة إلى العيص
- سرية زيد بن حارثة (الطرف)
- سرية زيد بن حارثة إلى بني سليم
- سرية زيد بن حارثة إلى حسمي
- سرية زيد بن حارثة (وادي القرى)
- سرية عبد الرحمن بن عوف إلى دومة الجندل
- سرية علي بن أبي طالب إلى بني سعد بن بكر بفدك
- سرية زيد بن حارثة (مدين)
- سرية عبد الله بن عتيك
- سرية كرز بن جابر الفهري
- سرية عبد الله بن رواحة إلى أسير
- سرية عمرو بن أمية الضمري
- حادثة الإفك
- صلح الحديبية
- بيعة الرضوان
- غزوة خيبر
- حصار وادي القرى
- زواج النبي محمد من صفية بنت حيي
- حادثة أكل النبي محمد من الشاة المسمومة
- سرية عمر بن الخطاب إلى هوازن
- سرية أبي بكر إلى بني كلاب
- سرية بشير بن سعد إلى فدك
- سرية غالب بن عبد الله إلى بني عوال وبني عبد بن ثعلبة بالميفعة
- سرية بشير بن سعد إلى يمن وجبار
- قدوم جعفر بن أبي طالب من الحبشة
- غزوة عمرة القضاء
- سرية ابن أبي العوجاء السلمي
- زواج النبي محمد من أم حبيبة بنت أبي سفيان
- زواج النبي محمد من ميمونة بنت الحارث
- إسلام عمرو بن العاص وخالد بن الوليد
- فتح مكة.
- سرية غالب بن عبد الله بني الملوح
- سرية كعب بن عمير إلى ذات أطلاح
- سرية شجاع بن وهب
- معركة مؤتة
- سرية ذات السلاسل
- سرية الخبط بقيادة أبي عبيدة
- سرية أبي قتادة إلى خضرة
- إسلام أبو سفيان بن حرب
- بعث خالد بن الوليد لهدم صنم العزى
- سرية خالد بن الوليد إلى بني جذيمة
- غزوة حنين
- غزوة الطائف
- قدوم وفد هوازن مسلما
- عمرة النبي محمد من الجعرانة
- إسلام عثمان بن طلحة
- سرية قطبة بن عامر إلى خثعم
- سرية الضحاك بن سفيان الكلابي إلى بني كلاب
- سرية علقمة بن مجزر المدلجي
- سرية علي بن أبي طالب إلى الفلس
- غزوة تبوك
- بعث خالد بن الوليد إلى أكيدر دومة
- بناء مسجد الضرار
- إسلام وفد ثقيف
- قدوم وفد بارق إلى النبي محمد
- قدوم وفد تميم إلى النبي محمد
- قدوم بني عامر إلى النبي محمد
- قدوم ضمام بن ثعلبة عن بني سعد بن بكر
- قدوم وفد عبد قيس إلى النبي محمد
- قدوم بني حنيفة إلى النبي محمد
- إسلام عدي بن حاتم
- قدوم وفد كندة إلى النبي محمد
- حجة أبي بكر
- رسائل النبي محمد إلى الملوك والأمراء
- قدوم وفد همدان إلى النبي محمد
- حجة الوداع، حج النبي محمد حجته الأولى والأخيرة
- ادعاء مسيلمة الكذاب النبوة
- سرية علي بن أبي طالب إلى اليمن
- إسلام أهل نجران
- تجهيز جيش أسامة بن زيد لقتال الروم
- حجة الوداع
- مرض النبي محمد ثم وفاته.
- نزول آية ﴿وَاتَّقُوا يَوْمًا تُرْجَعُونَ فِيهِ إِلَى اللَّهِ ثُمَّ تُوَفَّى كُلُّ نَفْسٍ مَا كَسَبَتْ وَهُمْ لَا يُظْلَمُونَ ۝٢٨١﴾ [البقرة:281] وهي على الأغلب آخر آية نزلت من القرآن الكريم.[2]
- تولية أبوبكر الصديق الخلافة بعد الرسول.
- بداية حروب الردة.
- قصة الأسود العنسي
- قتال مسيلمة الكذاب في معركة اليمامة.
- معركة اليمامة
- معركة عين التمر
- أبو بكر الصديق يوصي الجيوش بوصيته المشهورة قبل فتح بلاد الشام.
- زواج علي بن أبي طالب من أمامة بنت أبي العاص وهي ابنة زينب بنت الرسول.
- معركة ذات السلاسل بين خالد بن الوليد قائد جيش المسلمين هرمز قائد الجيش الفارسي وانتهت بنصر ساحق لخالد ضد الفرس.
- شجاع بن وهب
- جمع القرآن
- تولية عمر بن الخطاب الخلافة بعد أبو بكر وذلك يوم الثلاثاء 8 جمادى الآخرة.
- 13 رجب - معركة اليرموك في الشام بين المسلمين تحت قيادة خالد بن الوليد والروم بقيادة هرقل وبها إنتهى عصر الرومان.
- معركة الجسر ما بين المسلمين بقيادة أبو عبيد الثقفي والفرس. وقد انهزم المسلمون هزيمة قاسية وكاد أن يفنى الجيش بأكمله.
- فتح العراق
- فتح دمشق بقيادة أبو عبيدة بعد حصار دام أقل من عام.
- القوات الإسلامية تدخل مدينة غزة وبعلبك وحمص ضمن حملة لفتح بلاد الشام.
- معركة الجسر
- شعبان - معركة القادسية بين المسلمين بقيادة سعد بن أبي وقاص والفرس بقيادة رستم فرخزاد وبها انتهي عصر الساسانيون الفرس.
- معركة اليرموك بين المسلمين والإمبراطورية البيزنطية وكان المسلميين بقيادة خالد بن الوليد وأبو عبيدة بن الجراح وانتصر المسلميين وضمت بلاد الشام لأراضي الخلافة الراشدة
- العهدة العمرية
- فتح القدس
- سقوط الدولة الفارسية بفتح العاصمة المدائن
- فتح جلولاء في ذي القعدة
- فتح تكريت في جمادى
- فتح حلوان على يد القعقاع بن عمرو التميمي
- فتح قرقيسيا
- فتح ماسبذان
- حج بالناس في هذه السنة عمر بن الخطاب، واستخلف على المدينة زيد بن ثابت
- بناء الكوفة
- عزل خالد بن الوليد عن قيادة الجيوش الإسلامية
- اعتمر عمر بن الخطاب وبنى المسجد الحرام ووسع فيه، وأقام بمكة عشرين ليلة
- تزوج عمر بن الخطاب من أم كلثوم بنت علي بن أبي طالب، وهي ابنة فاطمة بنت رسول الله - صلى الله عليه وسلم - ودخل بها في ذي القعدة.
- عزل عمر بن الخطاب المغيرة بن شعبة عن البصرة، واستعمل عليها أبا موسى
- عام الرمادة، أصاب الناس مجاعة شديدة وجدب وقحط، وكانت الريح تسفي ترابا كالرماد فسمي عام الرمادة
- طاعون عمواس
- بناء جامع الكوفة
- فتح عمرو بن العاص لمصر، عند سقوط الإسكندرية بيده.
- معركة نهاوند، وقيل : كانت سنة ثماني عشرة، وقيل سنة تسع عشرة.
- فتح الدينور والصيمرة
- فتح أصبهان
- تأسيس مدينة الجيزة، مصر.
- الفتح الإسلامي لمصر
- فتح تستر
- غزا أبو بحرية عبد الله بن قيس أرض الروم
- عزل عمر قدامة بن مظعون من البحرين وحده في الخمر، واستعمل أبا بكرة على البحرين واليمامة.
- تزوج عمر فاطمة بنت الوليد أم عبد الرحمن بن الحارث بن هشام.
- عزل عمر سعد بن أبي وقاص عن الكوفة لشكايتهم إياه وقالوا : لا يحسن يصلي.
- قسم عمر خيبر بين المسلمين وأجلى اليهود عنها وقسم وادي القرى.
- أجلى عمر يهود نجران إلى الكوفة.* اكتمال فتح إمبراطورية فارس
- عثمان بن عفان يتولى الخلافة بعد استشهاد عمر بن الخطاب.
- حصار عمرو بن العاص لطرابلس الغرب.
- فتح أذربيجان، وقيل : سنة ثماني عشرة بعد فتح همذان
- فتح خراسان على يد الأحنف بن قيس التميمي
- فتح قزوين وزنجان
- فتح قومس وجرجان وطبرستان
- غزا معاوية بلاد الروم ودخلها في عشرة آلاف فارس من المسلمين.
  - عثمان بن عفان يعزل المغيرة بن شعبة عن الكوفة، ويستعمل سعد بن أبي وقاص عليها بوصية عمر بن الخطاب، وقيل : بل أقر عثمان عمال عمر جميعهم سنة لأن عمر أوصى بذلك، ثم عزل المغيرة بعد سنة واستعمل سعدا،
- فتح همذان
- فتح الري
- أمر عثمان بن عفان بتجديد أنصاب الحرم. وزاد في المسجد الحرام ووسعه
- فتح أفريقيا
- زواج نائلة بنت الفرافصة وعثمان بن عفان. وكانت مسيحية فأسلمت قبل أن يدخل بها.
- بنى عثمان الزوراء.
- فتح قبرص على يد معاوية، وقيل : سنة تسع وعشرين، وقيل سنة ثلاث وثلاثين
- فتح أذربيجان
- عزل عثمان أبا موسى الأشعري عن البصرة، واستعمل عبد الله بن عامر بن كريز (وهو ابن خال عثمان)، وقيل كان ذلك لثلاث سنين مضت من خلافة عثمان.
- زاد عثمان في مسجد النبي - صلى الله عليه وسلم - في ربيع الأول، وكان ينقل الجص من بطن نخل، وبناه بالحجارة المنقوشة، وجعل عمده من حجارة فيها رصاص، وجعل طوله ستين ومائة ذراع، وعرضه خمسين ومائة ذراع، وجعل أبوابه على ما كانت أيام عمر ستة أبواب.
- فتوح فارس وخراسان وطبرستان
- غزو الحبشة
- مبايعة علي بن أبي طالب خليفة للمسلمين.
- خلافة علي بن أبي طالب
- معركة الجمل
- موقعة صفين
- وقوع معركة صفين، التي وقعت بين جيش الإمام علي بن أبي طالب وجيش معاوية بن أبي سفيان، وقيل وقعت عام 37 هـ.
- موقعة النهروان ضد الخوارج
- عام الجماعة ومبايعة معاوية بن أبي سفيان خليفة للمسلمين وتأسيس الدولة الأموية واتخاذه دمشق عاصمة له.
- ولاية عقبة بن نافع لأفريقية.
- 17 رمضان - عبد الرحمن بن ملجم يغتال علي بن أبي طالب بضربه بسيف مسموم أثناء صلاة الفجر.
- مبايعة الحسن بن علي
- انتهاء حصار القسطنطينية (53-60 هـ)

- خروج الحسين بن علي إلى العراق

- بداية معركة كربلاء
- تولي يزيد بن معاوية حكم الدولة الأموية.

- انتهاء معركة كربلاء

- نشوب وقعة الحرة في المدينة المنورة
- تولي معاوية بن يزيد حكم الدولة الاموية

- بيعة مروان بن الحكم
- فك الحصار عن عبد الله بن الزبير
- حصار مكة (683)
- خروج نافع بن الأزرق
- تولي عمرو بن سعيد الأشدق ولاية مكة

- معركة الربذة
- ولاية عبد الملك بن مروان
- ثورة التوابين
- معركة عين الوردة
- قيام ثورة المختار الثقفي واخذ الثأر من قتلة الحسين بن علي
- قتل المختار الثقفي على يد مصعب بن الزبير
- معركة الجفرة
- أخذ البيعة ليزيد بن معاوية
- معركة ذات الصواري
- قيام عبد الملك بن مروان بتعيين أميه بن عبد الله بن خالد واليًا على خرسان
- قيام الحجاج بن يوسف الثقفي بعزل أمية بن عبد الله بن خالد عن ولاية خرسان بعد أن استمرت قرابة الأربع سنوات.
- جدد حسان بن النعمان الغساني جامع عقبة بن نافع في مدينة القيروان بتونس
- جدد حسان بن النعمان الغساني سنة 80هـ، جامع عقبة بن نافع في مدينة القيروان بتونس
- ولاية الوليد بن عبد الملك
- فتح الاندلس على يد طارق بن زياد.

وقعت معركة وادي لكة أو معركة شذون في 28 رمضان 92 هـ/19 يوليو 711 م بين قوات الدولة الأموية بقيادة طارق بن زياد وجيش القوط الغربيين بقيادة الملك رودريك الذي يعرف في المصادر الإسلامية باسم لذريق. انتصر الأمويون في تلك المعركة انتصارًا ساحقًا أدى لسقوط دولة القوط الغربيين، وبالتالي سقوط معظم أراضي شبه الجزيرة الأيبيرية تحت سيطرة الأمويين.
حصار القسطنطينية الثاني في عهد سليمان بن عبد الملك ويقود الجيش أخاه مسلمة بن عبد الملك. وقد دام الحصار 12 شهرا حتى وفاة الخليفة وتولي عمر بن عبد العزيز الخلافة فتم سحب الجيش والرجوع إلى الشام.
- بدء الإمامة العباسية، بعد انتقالها من أبو هاشم عبد الله بن محمد بن الحنفية إلى محمد بن علي العباسي.
- بيعة سليمان بن عبد الملك
- نهاية حصار القسطنطينية الثاني بقيادة مسلمة بن عبد الملك وعودة الجيش بأمر من الخليفة عمر بن عبد العزيز.* تولى الخليفة عمر بن عبد العزيز الأموي الحكم
- رفع حصار المسلمين عن القسطنطينية

## مواليد
- المختار الثقفي
- زياد بن أبيه
- شقيق بن سلمة
- عبد الله بن الزبير
- مالك بن أوس بن الحدثان
- مروان بن الحكم
- مسلمة بن مخلد الأنصاري
- المسور بن مخرمة
- سعيد بن العاص
- مروان بن الحكم
- الحسن بن علي
- السائب بن يزيد
- زينب بنت أبي سلمة
- سهل بن أبي حثمة
- الحسين بن علي
- الضحاك بن قيس الفهري
- عبد الله بن عامر بن كريز
- عبد الرحمن بن زيد بن الخطاب
- زينب بنت علي بن أبي طالب
- عنبسة بن أبي سفيان
- أم كلثوم بنت علي
- محمود بن الربيع
- أبو إدريس الخولاني
- إبراهيم بن محمد
- المهلب بن أبي صفرة
- عبد الله بن أبي طلحة الأنصاري
- قبيصة بن ذؤيب
- كثير بن العباس
- سهلة بنت عاصم
- عبد الله بن الحارث بن نوفل
- عقبة بن نافع
- كثير بن العباس
- محمد بن أبي بكر
- يونس بن ميسرة
- أم كلثوم بنت أبي بكر
- خالد بن يزيد بن معاوية
- عبيد الله بن أبي بكرة
- محمد الأوسط بن علي
- سعيد بن المسيب
- سليمان بن بريدة
- عبد الرحمن بن أبي بكرة
- عبد الله بن بريدة
- محمد بن الحنفية
- عبيد بن غاضرة العنبري
- أم حكيم بنت عبد الرحمن
- عبد الرحمن بن أبي ليلى
- عطية بن قيس الكلابي
- الأخطل
- سعيد بن مرجانة
- موسى بن نصير
- الحضين بن المنذر
- القعقاع بن عمرو التميمي
- القاسم بن سعر
- شهر بن حوشب
- القاسم بن سعر
- ثابت بن عبد الله بن الزبير ابن الخليفة  عبد الله بن الزبير.
- عبد الله بن همام السلولي
- إبراهيم بن عبد الرحمن بن عوف
- الحسن البصري
- جابر بن زيد
- عبد الله بن عامر اليحصبي
- مالك بن الريب
- مجاهد بن جبر
- عبد الله بن عامر
- أبو سلمة بن عبد الرحمن بن عوف
- بسر بن سعيد
- حميد بن عبد الرحمن بن عوف
- الإمام الشعبي
- المنذر بن الزبير
- زيد بن عمر بن الخطاب
- عروة بن الزبير
- عمر بن أبي ربيعة
- شظاظ الضبي
- فاطمة بنت علي
- قيس بن الملوح
- العباس بن علي
- شبيب الخارجي
- عبد الله بن علي بن أبي طالب
- عبد الملك بن مروان
- يزيد بن معاوية
- البلتع العنبري
- عباس بن سهل
- عطاء بن يزيد الليثي
- عبد العزيز بن مروان
- عطاء بن أبي رباح
- مصعب بن الزبير
- ليلى العامرية
- عطاء بن يسار
- عمرة بنت عبد الرحمن
- إبراهيم بن محمد بن طلحة
- شبيب بن غرقدة البارقي
- علي البارقي
- فاطمة بنت علي
- هريم بن أبي طحمة
- وكيع بن حسان بن أبي سود التميمي
- ولادة بنت العباس
- عطية بن عمرو العنبري
- العجير بن عبد الله السلولي
- عثمان بن عنبسة
- حفصة بنت سيرين
- فاطمة بنت عتبة بن ربيعة
- البراء بن أوس
- عبد الرحمن بن ربيعة الباهلي
- عبد الرحمن بن عوف
- عبد الله بن مسعود
- طاووس بن كيسان
- نجدة بن عامر
- أبو إسحاق السبيعي
- جرير
- عبد الملك بن عمير
- أبو إسحاق السبيعي
- أنس بن سيرين الأنصاري
- علي الأكبر
- محمد بن سيرين
- نجدة بن عامر الحنفي
- سليمان بن يسار
- عبد الله بن زياد
- وهب بن منبه
- أبو جعفر المدني
- القاسم بن محمد بن أبي بكر
- عبد الرحمن بن أبي سعيد الخدري
- مالك بن أسماء
- يزيد بن المهلب
- معاوية بن قرة المزني
- أبو بكر بن محمد بن عمرو بن حزم
- أبو الشغب العبسي
- الفرزدق
- علي زين العابدين
- الأعرج
- ابن كثير المكي
- عبيد الله بن أبي يزيد المكي
- فاطمة بنت الحسين
- كثير عزة
- محمد بن كعب القرظي
- معاوية بن يزيد
- همام بن منبه
- أمامة بنت علي بن أبي طالب
- الحجاج بن يوسف الثقفي
- سورة بن أبجر
- عبد الله بن قيس الرقيات
- أبو عبيدة مسلم بن أبي كريمة
- عبد الله بن عروة
- معاوية بن عبد الله بن جعفر
- موسى بن وردان
- الوليد بن عبد الملك
- سعيد بن جبير
- سليمان بن طرخان التيمي
- عمرو بن دينار
- نصر بن سيار الكناني
- إبراهيم بن يزيد النخعي
- سلمة بن كهيل
- محمد بن يحيى بن حبان
- قتيبة بن مسلم الباهلي
- الحكم بن عتيبة
- طارق بن زياد
- عطاء الخراساني
- فاطمة بنت المنذر
- محمد بن بشير
- يزيد بن أبي حبيب
- القاسم بن عبد الرحمن بن عبد الله بن مسعود
- سعد بن إبراهيم الزهري
- عائشة بنت موسى
- لاهز بن قريظ
- محمد بن علي العباسي
- سليمان بن عبد الملك
- بسطام اليشكري
- رقية بنت الحسين
- سكينة بنت الحسين
- عبد الرحمن بن القاسم بن محمد بن أبي بكر
- خالد بن صفوان التميمي
- محمد الباقر
- ابن شهاب الزهري
- أبو عبد الله القرشي
- الكميت بن زيد
- حسان بن أبي سنان
- صفوان بن سليم
- عبد الله الرضيع
- عبيد الله بن أبي جعفر
- عوف الأعرابي
- قتادة بن دعامة
- يزيد بن عبد الرحمن بن أبي مالك
- محمد بن مسلم الزهري
- ابن شهاب الزهري
- يحيى بن سعيد الأنصاري

- حميد الطويل

- أبو عمرو البصري

- العماني الراجز

- مسلمة بن عبد الملك

- العلاء بن الحارث

- أيوب السختياني

- يحيى بن عباد بن عبد الله بن الزبير

- عبد الله بن ذكوان

- رؤبة بن العجاج

- أبان بن أبي عياش

- هشام بن عروة

- قتادة بن دعامة

- عمر بن عبد العزيز

- طلحة بن يحيى بن طلحة بن عبيد الله

- سليمان بن مهران الأعمش

- إسماعيل بن عبيد الله بن أبي المهاجر
- حسان بن أبي سنان
- الكميت بن زيد
- هلال بن أحوز
- المسور بن عباد التميمي
- عبد الرحمن بن زياد بن أنعم
- سلم بن أحوز
- أبو النجم العجلي
- عبد الله بن أبي بكر بن محمد بن عمرو بن حزم
- أبو عمرو البصري

- يزيد بن عبد الملك
- هشام بن عبد الملك
- يوسف بن عبد الرحمن الفهري
- مروان بن محمد
- ابن أبي ذئب
- أبو حنيفة النعمان
- جعفر الصادق
- حمزة الكوفي
- عبد الملك بن عبد العزيز بن جريج
- أبو بكر بن عبد الملك بن مروان
- تميم بن نصر الكناني
- موسى بن كعب التميمي
- محمد بن عبد الرحمن بن أبي ليلى
- ذو الرمة
- القاسم بن مجاشع التميمي
- سلمة بن عياش
- يونس بن حبيب
- معاوية بن صالح
- حريز بن عثمان
- محمد بن القاسم الثقفي
- عكاشة بن عبد الصمد العمى
- عبيد الله بن عمر العمري
- موسى بن كعب التميمي أحد نقباء وأمراء بني العباس.
- أبو بكر بن عبد الملك بن مروان
- ابن أبي ذئب
- أبو حنيفة النعمان
- جعفر الصادق
- حمزة الكوفي
- عبد الملك بن عبد العزيز بن جريج
- عبد الرحمن بن عبد الله بن عتبة
- ابن إسحاق
- حريز بن عثمان
- سلمة بن عياش
- معاوية بن صالح
- يونس بن حبيب
- إبراهيم بن هرمة

- إبراهيم الإمام

- عبد الله بن معاوية

- مصعب بن ثابت بن عبد الله بن الزبير

- أيوب بن سليمان

- النضر بن سعيد

- سلامة القس

- شعبة بن الحجاج

- يزيد بن إبراهيم التستري
- يزيد بن الوليد
- عبد الرحمن الأوزاعي
- موسى بن كعب التميمي
- الوليد بن يزيد

- أبو أيوب المورياني

- أتامش

- حفص بن سليمان الكوفي

- خازم بن خزيمة التميمي

- خالد بن برمك

- عبد الله بن يحيى الكندي

- قيس بن الربيع
- خازم بن خزيمة التميمي
- حفص بن سليمان الكوفي
- الوليد بن يزيد
- خالد بن برمك
- أبو زرعة البجلي
- السائب بن يزيد
- المغيرة بن أبي شهاب
- سهل بن سعد
- عباية بن رفاعة بن رافع
- يونس بن جبير
- إبراهيم التيمي
- عيسى بن عبد الله أبو عبد المنعم المدني
- مالك بن أوس بن الحدثان
- أبو العالية الرياحي
- أنس بن مالك
- بلال بن أبي الدرداء
- خبيب بن عبد الله بن الزبير
- زرارة بن أوفى
- عمر بن أبي ربيعة
- مالك بن أنس
- الليث بن سعد
- يونس بن حبيب
- الغمر بن يزيد
- نضلة بن نعيم التميمي
- ابن الجصاص
- أبو ذر الهروي
- إسماعيل بن أبان
- بشار بن برد
- حماد الراوية
- زهير بن معاوية
- شريك بن عبد الله النخعي
- معمر بن راشد
- شعبة بن عياش
- إبراهيم بن عبد الله بن الحسن
- سفيان الثوري
- بشار بن برد
- صالح بن علي العباسي
- حماد بن زيد
- عبد الله بن عبد العزيز العمري
- أبو خيثمة
- أبو عمرو الشيباني
- أبو مسلم الخراساني
- إبراهيم بن أدهم
- إبراهيم بن محمد بن أبي يحيى الأسلمي
- إسرائيل بن يونس
- الحسن بن صالح بن حي
- الخليل بن أحمد الفراهيدي
- رابعة العدوية
- إسماعيل بن عبد الله بن قسطنطين
- معروف بن مشكان
- المفضل

## وفيات
- عام 11 للهجرة وفاة الرسول محمد صلى الله عليه وسلم.
- عام 13 للهجرة وفاة الخليفة الراشد الأول أبو بكر الصديق.
- عام 23 للهجرة استشهاد الخليفة الراشد الثاني عمر بن الخطاب.
- عام 35 للهجرة استشهاد الخليفة الراشد الثالث عثمان بن عفان.
- عام 40 للهجرة استشهاد الخليفة الراشد الرابع الإمام علي بن أبي طالب.
- عام 61 للهجرة استشهاد الإمام الحسين بن علي في واقعة كربلاء